# 嘉明镇
嘉明镇，是中华人民共和国四川省泸州市泸县下辖的一个乡镇级行政单位。

## 行政区划
嘉明镇下辖以下地区：
秀水社区、石燕村、狮子村、罗桥村、大同村、复兴村、团山堡村、双河口村、少华村、护松村和葛林湾村。